# Mosiah Rodrigues
Mosiah Rodrigues (Porto Alegre, 31 de agosto de 1981) é um ginasta brasileiro que compete em provas de ginástica artística.
Mosiah participou nos Jogos Olímpicos de Atenas, em 2004, na Grécia.

## Carreira
Mosiah iniciou na ginástica aos seis anos de idade, e aos dezesseis entrou para equipe masculina nacional. Sua primeira grande competição foi o Campeonato Sul-Americano, em 2001. Nele, conquistou a medalha de ouro por equipes. Ainda em 2001, conquistou o título brasileiro no evento coletivo. No ano posterior, competindo em mais uma edição do Sul-Americano, foi ouro por equipes e no cavalo com alças. No mesmo ano, foi campeão brasileiro no cavalo e na barra fixa. Em 2003, nos Jogos Pan-americanos de Santo Domingo, Mosiah conquistou três medalhas: a prata por equipe, e dois bronzes, cavalo e barra fixa. No ano posterior, no Campeonato Nacional Brasileiro, foi medalhista de ouro nas barras paralelas e na barra fixa. Em meados de agosto, partecipou nos Jogos Olímpicos de Atenas. No evento, foi o 33º ginasta no concurso geral, somando 54,899 pontos.
No Campeonato Mundial de Melbourne, em 2005, o ginasta obteve a melhor colocação brasileira em mundiais, a 23ª, na final do individual geral. Em 2006, nos Jogos Sul-Americanos de Buenos Aires, o ginata foi medalhista de ouro por equipes, e prata no cavalo com alças e na barra fixa. Em 2007, no Nacional Brasileiro, foi ouro na barra fixa e no cavalo. Em julho, nos Jogos Pan-americanos de 2007, conquistou a medalha de ouro na barra fixa, e a prata na prova coletiva. Abrindo o calendário competitivo de 2009, Mosiah conquistou a medalha de ouro no Troféu Brasil. Disputando a Universíada de Belgrado, terminou na 21ª colocação na final geral. Em outubro, disputou o Campeonato Mundial de Londres, sendo 21º na classificação do cavalo com alças. No mês seguinte, competindo no Campeonato Sul-Americano, conquistou cinco medalhas: ouro no cavalo com alças, prata na barra fixa, por equipes e no solo, e medalhista de bronze no individual geral.

## Principais resultados
| Ano  | Evento                                    | AA                | Equipe           | Solo             | Cavalo com alças  | Argolas | Salto sobre o cavalo | Barras paralelas  | Barra fixa       |
| ---- | ----------------------------------------- | ----------------- | ---------------- | ---------------- | ----------------- | ------- | -------------------- | ----------------- | ---------------- |
| 2001 | Campeonato Sul-americano                  |                   | Medalha de ouro  |                  |                   |         |                      |                   |                  |
| 2001 | Campeonato Brasileiro                     |                   | Medalha de ouro  |                  |                   |         |                      |                   |                  |
| 2002 | Campeonato Sul-americano                  |                   | Medalha de ouro  |                  | Medalha de ouro   |         |                      |                   |                  |
| 2002 | Campeonato Brasileiro                     |                   |                  |                  | Medalha de ouro   |         |                      |                   | Medalha de ouro  |
| 2003 | Jogos Pan-americanos                      |                   | Medalha de prata |                  | Medalha de bronze |         |                      | Medalha de bronze |                  |
| 2004 | Campeonato Brasileiro                     | Medalha de ouro   |                  |                  | Medalha de prata  |         |                      | Medalha de ouro   | Medalha de ouro  |
| 2004 | Jogos Olímpicos                           | 33º               |                  |                  |                   |         |                      |                   |                  |
| 2005 | Copa do Mundo - São Paulo                 |                   |                  |                  | Medalha de bronze |         |                      |                   | Medalha de prata |
| 2005 | Campeonato Mundial de Ginástica Artística | 23º               |                  |                  |                   |         |                      |                   |                  |
| 2006 | Jogos Sul-Americanos                      |                   | Medalha de ouro  |                  |                   |         |                      |                   | Medalha de prata |
| 2007 | Jogos Pan-americanos                      | 9º                | Medalha de prata | 5º               | 6º                |         |                      |                   | Medalha de ouro  |
| 2007 | Campeonato Mundial de Ginástica Artística |                   | 17º              |                  |                   |         |                      |                   |                  |
| 2008 | Campeonato Brasileiro                     | Medalha de prata  |                  |                  |                   |         |                      |                   |                  |
| 2009 | Troféu Brasil                             | Medalha de ouro   |                  |                  |                   |         |                      |                   |                  |
| 2009 | Campeonato Sul-americano                  | Medalha de bronze | Medalha de prata | Medalha de prata | Medalha de ouro   |         |                      |                   | Medalha de prata |